# مدى (إحصاء)
في الإحصاء، يطلق اسم المدى على طول أصغر مجال يضم جميع عناصر البيانات. ويتم حسابه بطرح العينة الصغرى من العينة الكبرى ويعطى فكرة كأحد مقاييس التشتت.
يقاس المدى بنفس وحدات قياس بيانات المعلومات المدروسة. بما أن المدى يعتمد فقط على قيمتين من كامل العينة الإحصائية فإنه لايقدم معلومات كافية عن مقدار تشتت العينة إلا إذا كان حجم العينة صغيراً.